# Križevačke ratne postrojbe u Domovinskom ratu 1991. – 1995.
O Domovinskome je ratu napisano više od stotinjak knjiga. Neke su znanstvene, neke
publicističke, neke su samo sjećanja sudionika na događanja koja su osobno doživjeli
u ratu. Neke su pisali pojedinci, neke više autora. Ova knjiga posebna je po svemu.
Zanimljiv je put njezina nastanka. Pisana je s odmaka od dvadeset do šesnaest godina
u odnosu na neka događanja koja su u njoj zabilježena. Autora je više, stil je pisanja različit.
Knjiga nije zbornik, nije znanstveno djelo, nije ni monografija, nije ni sjećanje pojedinca ili
pojedinaca. Ona je sve pomalo. Da se izda knjiga koja bi pokušala bar djelićem približiti doprinos
Križevaca, Križevčana i križevačkoga kraja u obrani Lijepe Naše. Knjiga je izdana povodom 20-te
godišnjice osnutka križevačkih ratnih postrojbi i zauzimanja vojarne bivše JNA u Križevcima, a govori o doprinosu vojnoj pobjedi Križevaca u stvaranju Republike Hrvatske nesrazmjerano svojoj veličini i položaju i priča je o prepoznavanju zova slobode i o tome koliko su "obični ljudi" dali nesebičan prilog velikom povijesnom procesu.

## Autori
Većim su dijelom autori knjige
ratni zapovjednici, zapovjednici križevačkih ratnih postrojba, oni koji mogu najobjektivnije
govoriti o događanjima na ratištu, o problemima s kojima su se sretali na terenu, izvan terena
itd. Njihova je riječ najmjerodavnija, možda i nije najbolje stilski napisana, ali je autentična,
napisana iz srca, o suborcima s kojima su dijelili dobro i zlo. Autori su pojedinih cjelina
- Đuro Škvorc,              -Križevci i križevačka vojna tradicija
- Stjepan Palijan,          -Općina Križevci 1990. – 1991.
- Ivana Sučec Trakoštanec,  -Moje viđenje iznutra
- Božo Štubelj,             -Križevački policajci u Domovinskom ratu
- Željko Topolovec,         -Ratni put 2. mpap – 15. mpoad
- Mate Babić,               -Borbeni put 3/117 križevačke pješačke bojne od Pisarovine do Pakraca
- Vlado Kolić,              -Ratni put 4/117 križevačke pješačke bojne
- Đuro Škvorc,              -145. taktička grupa
- Željko Topolovec – Đuro Škvorc – Antun Radmanić – Stevo Mladenović,         -15. POtrbr u Domovinskom ratu
- Đuro Škvorc,              -Križevačko domobranstvo u Domovinskom ratu (1992. – 1994.)
- Mate Babić,               -312. LOB Križevci

Osim navedenih autora doprinos su dali suradnici autorima, 
- Jadranko Olujić,
- Božo Lazar,
- Marko Krstanović,
- Vlado Radotović,
- Abel Car,
- Milan Vidović,
- Srećko Solar.

### Impresum
- glavni urednik mr. sc. Đuro Škvorc,
- grafički urednik Vlado Radotović,
- lektor Dinko Kraljević,
- recenzenti dr. sc. Davor Marijan i brigadni general Rudi Stipčić,
- nakladnička kuća Tiskara Zelina d.d.

Troškovi izdavanja županija Koprivničko - križevačka, Grad Križevaci, općina Gornja Rijeka, općina Kalnik, općina Sveti Petar Orehovec i pćina Sveti Ivan Žabno.
Knjiga je predstavljena 16 Rujan 2011. uoči proslave dvadesete godišnjice oslobođenja vojarne u Križevcima i osnutka križevačkih ratnih postrojbi. Knjigu su predstavili dipl.ing. Lazar.Stjepan Palijan u tim sudbonosnim ratnim
danima predsjednik skupštine Općine Križevci, Božidar Štubelj, prvi načelnik Policijske postaje Križevci i načelnik u ratnom razdoblju, ratni zapovjednik 4 bojne 117. koprivničko-križevačke brigade Vladimir Kolić, profesor Ivan Peklić, križevački povjesničar, docent Ivica Miškulin, profesor povijesti na Hrvatskom katoličkom sveučilištu u Zagrebu, brigadir Željko Topolovac ratni zapovjednik 15.mpoad i 15.POtrbr, brigadir Darko Kereša ratni zapovjednik 15.POtrbr, brigadni general Rudi Stipčić zapovjednik Operativne grupe »Posavina« i general pukovnik Marijan Mareković, danas glavni inspektor obrane Ministarstva obrane Republike Hrvatske.
Fotografije:
arhiva MORH. “HRVATSKI VOJNIK”, arhiva 15.POtrbr Križevci, Marcel Kovačić, Abel Car, Željko Kuntić, Vilim Koritić, Mate Babić, Vlado Radotović, Đuro Škvorc...

## Sadržaj
- OPĆINA KRIŽEVCI 1990. – 1991., KRIŽEVCI I KRIŽEVAČKA VOJNA TRADICIJA, UVOD U DEVEDESETE
- Policija i njezine postrojbe 1990. – 1993. – 1995. godine
- 15.mpoad
- 117 BRIGADA, 3. pješačka bojna 117. brigade i 4. pješačka bojna 117 br HV
- 15.POtrbr, 1.protoklopni topničko-raketni divizion (1.POtrd) i 2.protoklopni topničko-raketni divizion (2.POtrd)
- 13.PO trd Koprivnica
- 145 Taktička grupa
- DOMOBRANSTVO
- 312. LOB Križevci